# Réplicas de la Estatua de la Libertad
Las réplicas de la Estatua de la Libertad son un conjunto de obras que reproducen La Libertad iluminando el mundo, monumento realizado por Frédéric Auguste Bartholdi entre 1865 y 1886. Ubicada en la isla de la Libertad (Nueva York, Estados Unidos), la estatua cuenta con un gran número de réplicas en diversas formas y tamaños repartidas por todo el mundo, si bien algunas de ellas son piezas que sirvieron como modelos durante la fase de diseño, por lo que no constituyen réplicas sino prototipos.

## Europa

### Alemania
| Ubicación        | Comentario | Imagen |
| ---------------- | --- | ------ |
| Baja Sajonia     | En Heide Park, parque de atracciones en Soltau, se encuentra una copia de 35 metros en un lago atravesado por barcos de vapor idénticos a los del río Misisipi. Obra de Gerla Spee, tiene un peso de 28 toneladas y está realizada en espuma de polietileno, contando con un marco de acero con revestimiento de poliéster. |        |
| Baden-Wurtemberg | Réplica ubicada en Berau (Ühlingen-Birkendorf). |        |

### Austria
| Ubicación | Comentario | Imagen |
| --------- | --- | ------ |
| Carintia  | En Minimundus, parque en miniatura junto al lago Wörthersee, se encuentra una réplica de pequeñas dimensiones. |        |
| Estiria   | Entre la Ópera de Graz y el Teatro NextLiberty se halla una estructura de acero compuesta de vigas con un tamaño idéntico al de la estatua original, aunque con la cobertura de cobre sin colocar, permitiendo apreciar el esqueleto de la obra. En vez de una antorcha, esta versión sostiene una espada con la mano derecha y una bola del mundo con la mano izquierda. |        |

### Dinamarca
| Ubicación         | Comentario | Imagen |
| ----------------- | --- | ------ |
| Dinamarca del Sur | En Legoland (Billund) se encuentra una réplica hecha con 400 000 bloques de Lego. Cabe destacar la presencia de copias de este estilo en otros parques de Legoland. Así mismo, existen réplicas creadas con 2882 bloques de Lego y con una altura de 0,9 metros, muy populares entre los entusiastas de la marca. Tras el cese de su producción, su fama llevaría a su vuelta al mercado. |        |
| Región Capital    | Réplica en fibra de vidrio con humo saliendo de la antorcha. Creada en 2002 por Jens Galschiøt y expuesta en varias cumbres climáticas bajo el título Freedom to Pollute (Libertad para contaminar), la obra ganó notoriedad tras su efímera exhibición en 2009 en Amager Fælled (Copenhague), en las proximidades de la sede de la Conferencia de las Naciones Unidas sobre el Cambio Climático. Pese a la intención del autor de instalarla en la plaza central de Kongens Nytorv, el ayuntamiento de la capital danesa prohibió disponer la escultura en dicho lugar alegando razones estéticas. |        |

### España
| Ubicación | Comentario | Imagen |
| --------- | --- | ------ |
| Barcelona | La Biblioteca Pública Arús cuenta en la entrada con una copia de 2 metros realizada por Manuel Fuxá en 1894. |        |
| Gerona    | Réplica de una estatua conservada en los jardines del Castillo de Vascœuil. Esta copia fue regalada a Cadaqués en 1994 por John Peter Moore, secretario de Salvador Dalí, autor de la estatua de Vascœuil. Inusual por mostrar una antorcha en cada mano, se exhibe en lo alto de una oficina de turismo. |        |
| La Rioja  | Réplica de 1,23 metros y 52 kilogramos, realizada por Niceto Cárcamo en hierro y bronce con un coste de 100 pesetas de la época. Situada en Cenicero, en la Plaza del Doctor San Martín (anteriormente Plaza de Cantabrana), fue erigida en 1897 para honrar a los luchadores locales durante la primera guerra carlista. En 1936 sería retirada por orden de Francisco Franco, siendo repuesta en 1976 por un grupo de vecinos. En 1997 fue reemplazada por una copia en bronce, conservándose actualmente en la Casa de la Cultura. |        |
| Madrid    | Réplica conservada en el Museo Tiflológico de la ONCE. |        |

### Francia

#### París
| Ubicación                | Comentario | Imagen |
| ------------------------ | --- | ------ |
| Île aux Cygnes           | Esta réplica fue regalada a Francia por ciudadanos estadounidenses residentes en París con el fin de celebrar el centenario de la Revolución francesa. Originalmente, la estatua estaba orientada al este para mirar directamente a la torre Eiffel, si bien en 1937 se cambiaría dicha orientación al oeste para que la estatua dirigiese la mirada a Nueva York. Ubicada en las cercanías del puente de Grenelle, esta versión constituye una reproducción de 11,50 metros (un cuarto de las dimensiones de la original) y destaca por ser uno de los modelos empleados durante la construcción de su homóloga neoyorkina. La estatua se encuentra próxima a la torre Eiffel, cuyo artífice, Gustave Eiffel, diseñó a su vez el interior de la réplica, la cual posee un peso de 14 toneladas. Fue inaugurada el 4 de julio de 1889 y, a diferencia de la original, cuenta con dos inscripciones en vez de una: «IV JUILLET 1776» («4 de julio de 1776», fecha de la Declaración de Independencia de los Estados Unidos) y «XIV JUILLET 1789» («14 de julio de 1789», fecha de la toma de la Bastilla). |        |
| Museo de Artes y Oficios | Maqueta en yeso de 2,86 metros terminada en 1878 por Bartholdi y utilizada en la construcción de la estatua original. Esta pieza fue legada al museo en 1907 por la viuda del escultor junto con parte de su patrimonio. A la entrada del museo se hallaba otra réplica en bronce, primera reproducción de una serie de doce realizada por el propio museo y ejecutada por Susse Fondeur Paris. Esta réplica sería enviada a Estados Unidos por parte de la embajada francesa en el país, el Conservatorio Nacional de Artes y Oficios, y la empresa de mensajería CMA CGM Group. Tras pasar una temporada en la isla Ellis con motivo del Día de la Independencia en 2021, se halla a día de hoy en la residencia del embajador francés en Washington D. C. |        |
| Museo de Orsay           | Con ocasión de la Exposición Universal de 1900, Bartholdi realizó una réplica a escala 1:16 (2,74 metros). Facturada en 1889, el escultor regaló la pieza al Museo de Luxemburgo. En 1906 la estatua sería reubicada en los Jardines de Luxemburgo, a las afueras del museo, donde permaneció hasta 2011, siendo trasladada en 2012 a la entrada del Museo de Orsay, con una réplica en bronce ocupando actualmente los Jardines de Luxemburgo. |        |
| Puente del Alma          | La Llama de la Libertad, copia a tamaño natural de la antorcha. Se encuentra a la entrada del puente del Alma, próximo a los Campos Elíseos. La obra, regalada a la ciudad para celebrar el centenario de la inauguración de la estatua, se convertiría en 1997 en un memorial no oficial de Diana de Gales, fallecida en un accidente automovilístico ocurrido en el túnel que atraviesa el puente. |        |

#### Otras localidades francesas
| Ubicación       | Comentario | Imagen |
| --------------- | --- | ------ |
| Alpes Marítimos | Réplica de 1,35 metros, destacada por ser uno de los primeros modelos de Bartholdi. Inaugurada en 2014 en Niza, se encuentra a orillas del mar Mediterráneo, en el Paseo de los Ingleses, cerca del Paseo de los Estados Unidos. |        |
| Alto Marne      | Réplica en miniatura en su momento exhibida en la Plaza de la Bandera de la antigua base aérea de Chaumont, sede del 48.º Escuadrón Táctico de Caza, hoy en Lakenheath (Inglaterra), lugar que cuenta con su propia réplica en la Plaza de la Bandera. Este escuadrón es el único de los Estados Unidos en recibir la siguiente denominación: «The Statue of Liberty Wing» («El ala de la Estatua de la Libertad»). |        |
| Alto Rin        | Réplica de 12 metros. Situada en la entrada norte de Colmar, ciudad natal de Bartholdi, fue inaugurada el 4 de julio de 2004 con motivo del centenario de la muerte del escultor. El Museo Bartholdi cuenta por su parte con numerosos modelos en varios tamaños realizados por el artista durante la fase de diseño de la estatua. |        |
| Alto Vienne     | Réplica situada en Châteauneuf-la-Forêt. |        |
| Eure            | Réplica en bronce realizada por Dalí en 1972. Titulada La Victoire de la Liberté (La Victoria de la Libertad), se conserva en los jardines del Castillo de Vascœuil. |        |
| Gironda         | Copia de 2,5 metros en Burdeos. La primera versión fue incautada y fundida por los nazis durante la Segunda Guerra Mundial, no siendo reemplazada hasta 2000. Poco después se añadió una placa en recuerdo de las víctimas de los atentados del 11 de septiembre de 2001. La noche del 25 de marzo de 2003, varios vándalos sin identificar arrojaron pintura roja y gasolina a la estatua para después prenderle fuego, agrietando además el pedestal sobre el que se erige la placa, un ataque que el alcalde de Burdeos y ex primer ministro Alain Juppé condenó públicamente.                                                                              |        |
| Hérault         | Réplica de 2,80 metros creada en 1989 y emplazada en Lunel. La estatua original, destruida en 1942, había sido elaborada en 1889 por Bartholdi. |        |
| Isère           | Réplica ubicada en Roybon. |        |
| Ródano          | Copia de 125,5 cm en terracota y bronce dorado fechada en 1890. Realizada por Bartholdi, se conserva en el Museo de Bellas Artes de Lyon. |        |
| Sena Marítimo   | Réplica ubicada en Barentin. De 13,5 metros, 3,5 toneladas y realizada en poliéster, fue creada específicamente para la película Le Cerveau (1969), dirigida por Gérard Oury y protagonizada por Jean-Paul Belmondo y Bourvil. Tras permanecer en las dependencias de la aduana de Saint-Maurice sin ser reclamada, se consideró proceder a su destrucción, siendo salvada gracias a la intervención de Oury, el padre de Belmondo, y André Marie, entonces alcalde de Barentin. La estatua sería finalmente instalada en una plaza el 21 de agosto de 1969, si bien el 28 de septiembre de 1973 se procedería a su reubicación en una rotonda en Mesnil-Roux. |        |
| Var             | Copia donada a Saint-Cyr-sur-Mer por Bartholdi e instalada en la plaza mayor. |        |
| Vienne          | Copia financiada en 1903 por las logias masónicas de Poitiers y Neuville e instalada en el centro de la Plaza de la Libertad, en Poitiers. Alberga dos inscripciones en la tabla: «14 Juillet 1789» («14 de julio de 1789») y «14 Juillet 1903» («14 de julio de 1903»). |        |

### Holanda
| Ubicación             | Comentario | Imagen |
| --------------------- | --- | ------ |
| Drente                | Reproducción de 10 metros con referencias a la cultura y el paisaje de la región, entre ellas la exhibición de un cesto con habas en vez de la antorcha. Obra de Natasja Bennink, permaneció expuesta durante una muestra de realismo americano en el Museo Drents (Assen), cuya clausura tuvo lugar el 27 de mayo de 2018. |        |
| Holanda Septentrional | Réplica situada en Ámsterdam. |        |

### Irlanda
| Ubicación | Comentario                                         | Imagen |
| --------- | -------------------------------------------------- | ------ |
| Donegal   | Réplica de pequeñas dimensiones en Mulnamina More. |        |

### Kosovo
| Ubicación        | Comentario                                                                                                   | Imagen |
| ---------------- | --- | ------ |
| Kosovo y Metojia | Réplica ubicada en Pristina, en la azotea del Hotel Victory, actualmente cerrado y utilizado por la policía. |        |

### Noruega
| Ubicación | Comentario                                                                                             | Imagen |
| --------- | --- | ------ |
| Rogaland  | Pequeña réplica ubicada en Visnes, lugar de donde se extrajo el cobre empleado en la estatua original. |        |

### Polonia
| Ubicación | Comentario                                     | Imagen |
| --------- | ---------------------------------------------- | ------ |
| Lodz      | Réplica situada en el club de música New York. |        |

### Portugal
| Ubicación | Comentario                                                                      | Imagen |
| --------- | ------------------------------------------------------------------------------- | ------ |
| Faro      | Réplica situada en la cima de un restaurante en Areias de São João (Albufeira). |        |

### Reino Unido
| Ubicación      | Comentario | Imagen |
| -------------- | --- | ------ |
| Lancashire     | Réplica de 3 metros ubicada durante un tiempo en la escalera de la bolera LA Bowl, en Warrington. Estuvo emplazada con anterioridad sobre la entrada de Liberty Street, un restaurante cercano. Se cree que en la actualidad se encuentra a aproximadamente 6 kilómetros de distancia, concretamente en Mustard Lane (Croft). |        |
| Leicestershire | Réplica de 5,2 metros y 9,2 toneladas emplazada en lo alto de la fábrica de zapatos Liberty, en Leicester, hasta 2002, momento en que el edificio fue demolido, permaneciendo la estatua almacenada durante el tiempo en el que las instalaciones fueron reconstruidas. Facturada en la década de 1920, esta copia iba a ser colocada en la nueva sede de la fábrica, pero debido a su peso, fue restaurada en diciembre de 2008 y dispuesta sobre un pedestal cerca de Liberty Park Halls of Residence, en una rotonda conocida como Liberty Circus, muy próxima a su ubicación original. |        |
| Suffolk        | Ubicada en la Plaza de la Bandera de la base Aérea de RAF Lakenheath, esta copia está hecha con el mismo cobre que la estatua original. |        |

### República Checa
| Ubicación | Comentario                         | Imagen |
| --------- | ---------------------------------- | ------ |
| Bohemia   | Copia situada en Komořany (Praga). |        |

### Rumanía
| Ubicación | Comentario                                      | Imagen |
| --------- | ----------------------------------------------- | ------ |
| Prahova   | Copia de 2,5 metros situada en Boldești-Scăeni. |        |

### Suecia
| Ubicación        | Comentario | Imagen |
| ---------------- | --- | ------ |
| Gotia Occidental | Réplica ubicada en Gotemburgo, en la fuente De fem världsdelarna (Los cinco continentes), obra de Tore Strindberg en 1927. Destaca por ser la réplica más pequeña del mundo. |        |

### Ucrania
| Ubicación | Comentario | Imagen |
| --------- | --- | ------ |
| Leópolis  | Réplica única en el mundo por mostrar la estatua sentada. Se ubica en Leópolis, en la cúpula del Museo de Etnografía, construido por el arquitecto Yuriy Zakharevych y decorado por el escultor Leandro Marconi entre 1874 y 1891. |        |

## América del Norte

### Canadá
| Ubicación          | Comentario | Imagen |
| ------------------ | --- | ------ |
| Columbia Británica | Réplica de pequeñas dimensiones en Coquitlam, en Delestre Avenue, inmediatamente al este de North Road. Esta estatua fue retirada en 2019, cuando el Best Western Hotel, ubicado tras ella, fue demolido. |        |
| Ontario            | Copia de 1,8 metros ubicada en Arnprior, a las afueras de la residencia de Alphonso da Rosora, diseñador de jardines. Dicha residencia se encuentra en 90 Jackson Lane, junto a la autopista 17. |        |
| Ottawa             | Pequeña estatua en fibra de vidrio situada en el patio trasero del restaurante Chez Mario, al este de Main Avenue. Anteriormente se hallaba dentro del propio restaurante, junto a las mesas de los comensales. |        |
| Quebec             | Cuatro réplicas: la primera, de reducidas dimensiones, emplazada en un parque en Blainville; la segunda, de factura casera, ubicada en el jardín de un taxidermista en Pointe-Lebel; la tercera en un parque junto a una carretera en Saint-Jean-sur-Richelieu; y la cuarta, del tamaño de un adulto y sobre un pedestal de madera de rudimentaria factura, en Montebello, la cual sujeta una lámpara en su mano derecha con el fin de iluminar la entrada del bar en el que se encuentra, el Central Bar. |        |

### Estados Unidos
En lo que atañe a las réplicas ubicadas en Estados Unidos, es preciso destacar que los Boy Scouts de América celebraron su 40.º aniversario en 1950 con el lema «Strengthen the Arm of Liberty» («Fortalecer el Brazo de la Libertad»). Entre 1949 y 1952, aproximadamente 200 réplicas de cobre estampado fueron adquiridas por tropas de Boy Scouts y donadas a 39 estados así como a varias de sus posesiones y territorios. Este proyecto fue idea del empresario de  Kansas City J.P. Whitaker, entonces comisionado Scout del Kansas City Area Council. Estas estatuas fueron manufacturadas por Friedley-Voshardt Co., con sede en Chicago, y adquiridas a través de la oficina de los Boy Scouts de Kansas City por el público. Las réplicas, de 2,6 metros sin el pedestal y hechas a base de láminas de cobre, tienen un peso de 130 kilogramos y en su momento fueron vendidas por $350 sin contar los gastos de envío. Pese a que estas estatuas carecen de calidad artística y no son demasiado fieles a la original (un conservador declaró que «su rostro no es tan maduro como el de la auténtica Libertad. Es redondo y más parecido al de una niña»), a día de hoy son muy apreciadas, particularmente desde los atentados de 2001. Ubicadas por lo general en parques, ayuntamientos, bibliotecas y escuelas, muchas de ellas se han perdido o han sido destruidas, si bien se han podido localizar cerca de cien en diferentes puntos del país así como en el extranjero.

#### Alabama
| Ubicación          | Comentario | Imagen |
| ------------------ | --- | ------ |
| Jefferson y Shelby | Réplica de casi 11 metros fabricada en 1956 en la fundición Société Antoine Durenne, en Sommeville (Alto Marne, Francia). Fue instalada en 1958 en la azotea de la Liberty National Life Insurance Company, en Birmingham. En 1989 sería reubicada sobre un pedestal de granito de más de 18 metros adyacente a la interestatal 459, en Vestavia Hills. |        |

#### California
| Ubicación | Comentario | Imagen |
| --------- | --- | ------ |
| San Diego | Réplica de 3,35 metros en la que la estatua sujeta una Biblia en vez de una tabla. Se ubica en San Marcos, sobre un pedestal a las afueras de la planta de reciclaje Liberty, compañía que toma su nombre de la estatua, la cual viajó por North County por más de 80 años, comenzando dicho viaje en la década de 1920 en el Liberty Hotel de Leucadia. |        |

#### Dakota del Norte
| Ubicación | Comentario | Imagen |
| --------- | --- | ------ |
| Cass      | Copia situada en Fargo, en la esquina entre Main Avenue y 2nd Street, a la entrada del Veterans Memorial Bridge. Robada el 26 de julio de 2019, fue reemplazada en junio de 2020 por una copia la cual mide 2,59 metros y pesa 294 kilogramos. |        |

#### Dakota del Sur
| Ubicación           | Comentario | Imagen |
| ------------------- | --- | ------ |
| Minnehaha y Lincoln | Réplica de 2,7 metros realizada en bronce. Se halla en McKennan Park (Sioux Falls), sobre el pedestal que en su momento acogió una copia en madera desaparecida hace décadas. |        |

#### Georgia
| Ubicación | Comentario | Imagen |
| --------- | --- | ------ |
| Telfair   | Copia a escala 1:12 hecha esencialmente de chatarra; la cabeza está hecha a partir de un tocón ubicado en un pantano cercano, el brazo que sostiene la antorcha de poliestireno, y la mano que sostiene el libro a partir de un guante de liniero eléctrico. El Club de Leones de McRae erigió esta réplica en 1986 con motivo del centenario de la estatua original en la interestatal US 280 y US 341. |        |

#### Illinois
| Ubicación | Comentario | Imagen |
| --------- | --- | ------ |
| St. Clair | Réplica de 9,1 metros ubicada inicialmente en Midtown Manhattan, en 43 West 64th Street, encima de la Liberty Warehouse. La estatua, a menudo confundida con la original por los transeúntes, fue retirada en 2002 por los dueños del inmueble con el fin de acometer labores de expansión, siendo donada al Museo Brooklyn, ente que instaló la estatua en su jardín de esculturas en octubre de 2005 con la intención de restaurarla en la primavera de 2006. En 2023 sería donada al National Building Arts Center, en Sauget. |        |

#### Kansas
| Ubicación | Comentario                                                                      | Imagen |
| --------- | ------------------------------------------------------------------------------- | ------ |
| Smith     | Réplica donada por los Boy Scouts y situada en un valle entre Gaylord y Harlan. |        |

#### Massachusetts
| Ubicación | Comentario                                                        | Imagen |
| --------- | ----------------------------------------------------------------- | ------ |
| Worcester | Réplica situada en Webster, a orillas del lago Chaubunagungamaug. |        |

#### Míchigan
| Ubicación | Comentario                                                  | Imagen |
| --------- | ----------------------------------------------------------- | ------ |
| Mackinac  | Copia donada a la isla Mackinac por los Boy Scouts en 1950. |        |

#### Minnesota
| Ubicación | Comentario | Imagen |
| --------- | --- | ------ |
| St. Louis | Pequeña copia situada en Duluth, en la esquina sur del Duluth Entertainment Convention Center, en el centro de un claro rodeado de pinos. Fue regalada a la ciudad por varios descendientes de Bartholdi residentes en Duluth. |        |

#### Nevada
| Ubicación | Comentario | Imagen |
| --------- | --- | ------ |
| Clark     | Copia a escala 1:2 en el New York-New York Hotel & Casino, en Las Vegas. En abril de 2011, el servicio postal estadounidense informó que un total de tres billones de sellos postales erróneamente basados en una fotografía de esta réplica fueron producidos y serían vendidos al público, hecho que en noviembre de 2013 llevaría al autor de esta estatua, Robert Davidson, a interponer una demanda por violación de derechos de autor contra el Gobierno federal de los Estados Unidos. Destaca a su vez la existencia en Las Vegas de otra réplica en un aparcamiento ubicado en la ruta 589, cerca de Arville Street. |        |

#### Nueva York
| Ubicación   | Comentario | Imagen |
| ----------- | --- | ------ |
| Erie        | Dos réplicas de 9,1 metros obra del escultor Leo Lentelli ubicadas en la azotea del Liberty National Bank (Búfalo), a aproximadamente 108 metros del suelo. |        |
| Nueva York  | Réplica inaugurada el 12 de octubre de 2011 en Manhattan, en 667 Madison Avenue. Su propietario, el billonario Leonard N. Stern, adquirió la estatua tras leer sobre ella en los periódicos locales. Esta copia, de 2,7 metros (4,5 incluyendo el pedestal), es una de las doce creadas a partir del molde original de Bartholdi mediante el empleo de escaneo digital de la superficie y el moldeo a la cera perdida, además de ser la única expuesta al público. Destaca a su vez una escultura de bronce de 1,21 metros y 25,58 toneladas conservada en el Museo Metropolitano de Arte. Conocida como «committee model» («modelo de comisión»), esta pieza, fechada en 1875, forma parte de una edición de varias estatuas que se pusieron a la venta para financiar la original. |        |
| Schenectady | Réplica ubicada en Liberty Park, a la entrada de Schenectady. |        |

#### Ohio
| Ubicación | Comentario | Imagen |
| --------- | --- | ------ |
| Delaware  | Réplica de 2,3 metros fabricada en 2013 y emplazada en Sunbury, en Old Church Park, en la esquina entre Cherry Street y Morning Street.                                    |        |
| Trumbull  | Copia anteriormente ubicada frente al Liberty Tax Service en Leavittsburg. Fue donada a Newton Falls por la antigua dueña del Liberty Tax Service cuando cerró su negocio. |        |

#### Oklahoma
| Ubicación | Comentario | Imagen |
| --------- | --- | ------ |
| Cherokee  | Copia de pequeñas dimensiones ubicada en Tahlequah, en los jardines del capitolio cheroqui. Fue un regalo de los Boy Scouts locales en 1950 y se cree que puede ser una de las piezas fabricadas con motivo de su 40.º aniversario. |        |

#### Oregón
| Ubicación             | Comentario | Imagen |
| --------------------- | --- | ------ |
| Clackamas y Multnomah | Copia a escala 1:6 (15,2 metros con el pedestal) ubicada en el aparcamiento de un centro comercial en Milwaukie, cerca de McLoughlin Blvd, en 4255 SE Roethe Rd. |        |

#### Pensilvania
| Ubicación         | Comentario | Imagen |
| ----------------- | --- | ------ |
| Lawrence y Beaver | Dos réplicas, una ubicada en Ellwood City, cerca de la Lincoln High School, y otra en New Castle, donada por los Boy Scouts en 1951. |        |
| Perry             | Réplica de 7,6 metros emplazada en Marysville, en las ruinas del Marysville Bridge, levantado sobre una plataforma (muelle) en Dauphin Narrows, en el río Susquehanna, al norte de Harrisburg. La primitiva estatua, con una altura de 5,4 metros y creada con persianas venecianas, fue fabricada por el activista local Gene Stilp el 2 de julio de 1986; destruida seis años después en una ventisca, fue reconstruida por el propio Stilp con ayuda de varios ciudadanos, empleándose en esta ocasión madera, metal, vidrio y fibra de vidrio. |        |

#### Tennessee
| Ubicación | Comentario | Imagen |
| --------- | --- | ------ |
| Shelby    | Réplica de 7,6 metros situada en Memphis la cual porta una cruz cristiana en vez de la antorcha así como una tabla con los diez mandamientos. Titulada Statue of Liberation through Christ (Estatua de Liberación a través de Cristo), fue erigida por una iglesia afroamericana el 4 de julio de 2006. |        |

#### Texas
| Ubicación | Comentario | Imagen |
| --------- | --- | ------ |
| Kaufman   | Réplica del tamaño de un adulto ubicada en Forney, en la autopista 80, en el extremo oeste de la ciudad. Inicialmente estuvo emplazada en dicho lugar desde 1986 hasta 2016, momento en que fue retirada con motivo de la construcción de la autopista. Para noviembre de 2019, la estatua había sido reinstalada cerca de su ubicación original, aunque pintada de verde oscuro y con iluminación en la antorcha. |        |

#### Virginia
| Ubicación | Comentario | Imagen |
| --------- | --- | ------ |
| Richmond  | Réplica situada en los terrenos del Chimbarazo Hospital Museum, en el Richmond National Battlefield. Fue donada por los Boy Scouts el 11 de febrero de 1951. |        |

#### Washington
| Ubicación | Comentario | Imagen |
| --------- | --- | ------ |
| King      | Copia de 1,8 metros situada en la Statue of Liberty Plaza, en Alki Beach Park, West Seattle (Seattle). Esta estatua, realizada en bronce y fechada en 2007, reemplaza a otra obsequiada por los Boy Scouts en 1952 la cual fue objeto de varios ataques vandálicos, incluyendo su derribo del pedestal en 1975. |        |
| Snohomish | Réplica de 3 metros ubicada en una residencia privada en Everett, junto a la interestatal 5. |        |

#### WashingtonD.C.
| Ubicación        | Comentario | Imagen |
| ---------------- | --- | ------ |
| Washington D. C. | Copia que antaño estuvo en el Museo de Artes y Oficios de París y que fue conducida a la embajada francesa en 4101 Reservoir Road, NW, donde está previsto que permanezca hasta 2031. |        |

#### Wisconsin
| Ubicación | Comentario | Imagen |
| --------- | --- | ------ |
| Dane      | Réplica de 2,7 metros facturada en 1950 y ubicada en Warner Park (Madison).                                                    |        |
| Winnebago | Copia en bronce a escala 1:10 (4,42 metros). Emplazada en Neenah, fue elaborada en California por Great American Bronze Works. |        |

#### Wyoming
| Ubicación | Comentario | Imagen |
| --------- | --- | ------ |
| Carbon    | Réplica ubicada en Rawlins, en la Carbon County Courthouse. Donada por los Boy Scouts. |        |
| Goshen    | Réplica ubicada en Torrington, en la Goshen County District Courthouse. Donada por los Boy Scouts. |        |
| Laramie   | Réplica ubicada en Cheyenne, en Lions Park, cerca de la intersección entre Central Avenue y Kennedy Road. Donada por los Boy Scouts. |        |
| Platte    | Réplica ubicada en Wheatland, en la Platte County Courthouse. Inaugurada el 7 de noviembre de 1943 y dedicada a todos los hombres y mujeres que sirvieron en las Fuerzas Armadas de los Estados Unidos durante la Segunda Guerra Mundial. Es la única réplica de la estatua en Wyoming que no fue donada por los Boy Scouts. |        |

#### Territorios no incorporados de los Estados Unidos
Guam
| Ubicación | Comentario                                                                                                   | Imagen |
| --------- | --- | ------ |
| Agaña     | Réplica situada en el Paseo de Susana, adyacente a la Hagatna Boat Basin. Donada por los Boy Scouts en 1950. |        |

#### Puerto Rico
| Ubicación | Comentario                                                                                  | Imagen |
| --------- | ------------------------------------------------------------------------------------------- | ------ |
| Arecibo   | Réplica situada en el Paseo Víctor Rojas, entre Gonzalo Marín Street y Víctor Rojas Avenue. |        |

### México
| Ubicación | Comentario                                                              | Imagen |
| --------- | ----------------------------------------------------------------------- | ------ |
| Campeche  | Réplica de pequeñas dimensiones en Palizada.                            |        |
| Durango   | Réplica de pequeñas dimensiones en el Parque Guadiana.                  |        |
| Puebla    | Réplica de pequeñas dimensiones en el Parque del Paseo de los Gigantes. |        |
| Jalisco   | Réplica ubicada en Puerto Vallarta.                                     |        |

## América del Sur

### Argentina
| Ubicación                 | Comentario | Imagen |
| ------------------------- | --- | ------ |
| Buenos Aires              | Réplica de hierro de pequeñas dimensiones situada las Barrancas de Belgrano, cerca de la intersección entre la calle La Pampa y la calle Arribeños. Fue elaborada por Bartholdi con el mismo molde que las réplicas de París, aunque presenta un tamaño inferior, de tan solo 3 metros. Inaugurada el 3 de octubre de 1886, apenas 25 días después de la presentación al público de la estatua original, en su base figura la inscripción «Val d'Osne – 8 Rue Voltaire, Paris» seguida del nombre de los talleres franceses y del año «1884», probablemente la fecha en que la pieza fue creada. Destaca otra réplica adquirida por el gobierno en ese mismo periodo e instalada en el Colegio Nacional Sarmiento. |        |
| Provincia de Buenos Aires | Réplica de escaso valor situada en lo alto de la Galería de Fabricantes, en Munro. |        |
| San Juan                  | Copia instalada en 1931 en la Plaza Libertad de la ciudad de Villa Aberastain. |        |
| San Luis                  | Réplica de 6 metros y escaso valor, ubicada en el Casino New York, en San Luis. |        |

### Brasil
| Ubicación          | Comentario | Imagen |
| ------------------ | --- | ------ |
| Alagoas            | Copia situada en Maceió, frente a un edificio construido en 1869 para acoger la sede del Ayuntamiento Provincial, actual Museo de Imagen y Sonido. Esta réplica pudo haber sido creada por la fundición de Val d'Osne, pues en Praça Lavenere Machado (antigua Praça Dois Leões), al otro lado del museo, se conservan cuatro figuras de animales en metal de tamaño superior al natural, una de las cuales fue elaborada por dicha fundición ya que el nombre de la empresa figura en relieve. Tanto estas figuras como la réplica de la estatua parecen estar hechas del mismo material y datar del mismo periodo, pudiendo ser todas ellas contemporáneas de la obra neoyorkina. |        |
| Goiás              | Réplica situada en Anápolis. Una de las numerosas copias dispuestas por los grandes almacenes Havan. |        |
| Pará               | Pequeña réplica situada en Belém, frente a la tienda Belém Importados. Fue demolida en 2021. |        |
| Río de Janeiro     | Réplica situada en Bangu y realizada en níquel por Bartholdi en 1899. El escultor recibió el encargo por parte de José Maria da Silva Paranhos Junior, barón de Río Branco, con el fin de festejar el 10.º aniversario de la República de Brasil. Hasta 1940, la estatua se conservó en la casa familiar de Paranhos, pasando posteriormente a ser custodiada en el desparecido Estado de la Guanabara. El 20 de enero de 1964, el gobernador Carlos Lacerda reubicó la estatua en Praça Miami, en Bangu. Destaca otra réplica en Barra da Tijuca, situada frente al New York City Center, centro comercial levantado en 1999.                                                      |        |
| Río Grande del Sur | Réplica ubicada en Passo Fundo. Una de las numerosas copias dispuestas por los grandes almacenes Havan. |        |
| Rondonia           | Réplica ubicada en Cacoal. Una de las numerosas copias dispuestas por los grandes almacenes Havan. |        |
| Santa Catarina     | Dos réplicas, una de 57 metros ubicada en Barra Velha, y otra en Florianópolis, ambas dispuestas por los grandes almacenes Havan. |        |
| São Paulo          | Réplica ubicada en Araçatuba. Una de las numerosas copias dispuestas por los grandes almacenes Havan. Destaca a su vez una réplica fechada en 2000 y emplazada inicialmente a las afueras de Curitiba (Paraná), otra de las numerosas copias dispuestas por los grandes almacenes Havan, la cual fue trasladada en 2013 a la filial de la empresa en Bauru. |        |

### Ecuador
| Ubicación | Comentario                                                                        | Imagen |
| --------- | --------------------------------------------------------------------------------- | ------ |
| Guayas    | Pequeña réplica que da nombre al vecindario New York de Valle Alto, en Guayaquil. |        |

### Perú
| Ubicación | Comentario | Imagen |
| --------- | --- | ------ |
| Lima      | Pequeña copia situada en el Casino New York, en el distrito de Jesús María.                                                                                           |        |
| Arequipa  | Réplica de pequeñas dimensiones ubicada en la Plaza de Las Américas, en el distrito de Cerro Colorado. Se halla encima de un globo señalando al continente americano. |        |

## Asia

### China
| Ubicación | Comentario | Imagen |
| --------- | --- | ------ |
| Cantón    | Réplica emplazada en la cima del memorial a los 72 mártires de Huanghuagang. La estatua actual es una reconstrucción de 1981. |        |
| Pekín     | Durante las protestas de la Plaza de Tiananmén de 1989, varios estudiantes construyeron una estatua de 10 metros a la que llamaron Diosa de la democracia; uno de sus artífices, el escultor Tsao Tsing-yuan, declaró que la obra era intencionadamente «distinta» a la Estatua de la Libertad con el fin de evitar una percepción «demasiado pro-América». |        |
| Shenzhen  | Réplica ubicada en Window of the World. |        |

### Filipinas
| Ubicación | Comentario | Imagen |
| --------- | --- | ------ |
| Manila    | Réplica donada por los Boy Scouts a principios de 1950. Se sugirieron varios destinos para la estatua, entre ellos el Parque Rizal, en Baseco, y la rotonda entre el Ayuntamiento de Manila y el antiguo edificio legislativo, si bien sería finalmente instalada fuera de Intramuros. Superviviente de varios ataques por parte de estudiantes en la década de 1960, en la década siguiente sería retirada y conducida a la reserva Scout en Makiling, donde permanecería por más de dos décadas. En 2002 se hizo público que la pieza se encontraba almacenada en la sede de los Boy Scouts de Filipinas, en Ermita. Cabe destacar la existencia de otras dos réplicas: una construida con chatarra en Fuerte de Santiago, obra de Kawayan de Guia, y otra fechada en la década de 1930 la cual decora, junto a una estatua de Andrés Bonifacio, la fachada del desaparecido L.R. Aguinaldo’s Emporium. |        |
| Ilocos    | Réplica situada en Pangasinán. |        |
| Luzón     | Copia ubicada en Camp John Hay (Baguió). |        |

### India
| Ubicación          | Comentario | Imagen |
| ------------------ | --- | ------ |
| Bengala Occidental | Réplica en Eco Park, Calcuta.                                                                                 |        |
| Bombay             | Pequeña réplica en Vardhaman Fantasy, parque de atracciones en Mira Road.                                     |        |
| Hyderabad          | Réplica situada en la Torre Ramoji, en Ramoji Film City.                                                      |        |
| Kalyani            | Réplica ubicada en el Instituto de Ingeniería.                                                                |        |
| Nueva Delhi        | Réplica obra de Zakir Khan instalada en Waste to Wonder Theme Park, parque de atracciones en Sarai Kale Khan. |        |
| Rajastán           | Pequeña réplica en el Parque de las Siete Maravillas, parque de atracciones en Kotah.                         |        |

### Israel
| Ubicación   | Comentario                                                                                            | Imagen |
| ----------- | --- | ------ |
| Arraba      | Réplica de 5,47 metros ubicada en la entrada oeste de la ciudad, cerca de un restaurante local.       |        |
| Jerusalén   | Copia abstracta situada en la intersección de una autopista llamada New York Place.                   |        |
| Desconocida | Réplica de 4 metros realizada en resina por YouFine y ubicada en el patio de una vivienda particular. |        |

### Japón
| Ubicación        | Comentario | Imagen |
| ---------------- | --- | ------ |
| Honshu           | De las cuatro réplicas que posee la isla, la más destacada es la emplazada en Ishinomaki (prefectura de Miyagi), la cual resultó dañada durante el terremoto y tsunami de Japón de 2011. Las tres réplicas restantes se encuentran en Oyabe (prefectura de Toyama), Kōriyama (prefectura de Fukushima), Makinohara (prefectura de Shizuoka), y Tobu World Square, parque de atracciones en Nikkō (prefectura de Tochigi). |        |
| Tokio            | La réplica ubicada en Île aux Cygnes estuvo en Odaiba desde abril de 1998 hasta mayo de 1999 para conmemorar el año francés en Japón. Debido a su popularidad, en 2000 se instaló una copia a escala 1:7 con respecto a la obra neoyorkina en el mismo lugar en el que fue expuesta la réplica francesa. |        |
| Osaka            | Copia de pequeñas dimensiones en Amerikamura. |        |
| Región de Tōhoku | Réplica situada en Oirase, cerca de Shimoda y al sur de Misawa, en la prefectura de Aomori, donde Estados Unidos cuenta con una base aérea de 8000 personas. |        |

### Malasia
| Ubicación | Comentario                          | Imagen |
| --------- | ----------------------------------- | ------ |
| Pahang    | Copia ubicada en Genting Highlands. |        |

### Pakistán
| Ubicación | Comentario                               | Imagen |
| --------- | ---------------------------------------- | ------ |
| Islamabad | Réplica situada en Bahria Town Phase 8.  |        |
| Punyab    | Réplica ubicada en Bahria Town (Lahore). |        |

### Singapur
| Ubicación | Comentario                                                                                      | Imagen |
| --------- | ----------------------------------------------------------------------------------------------- | ------ |
| Pahang    | Réplica situada en Haw Par Villa, parque de atracciones en Pasir Panjang, al sur de Queenstown. |        |

### Tailandia
| Ubicación | Comentario                                                    | Imagen |
| --------- | ------------------------------------------------------------- | ------ |
| Chon Buri | Réplica situada en Mini Siam, parque en miniatura en Pattaya. |        |

### Taiwán
| Ubicación | Comentario                  | Imagen |
| --------- | --------------------------- | ------ |
| Keelung   | Réplica de más de 9 metros. |        |
| Taipéi    | Réplica de más de 9 metros. |        |

### Vietnam
| Ubicación | Comentario | Imagen |
| --------- | --- | ------ |
| Hanói     | Réplica la cual estuvo expuesta desde 1887 hasta 1945. Con 2,85 metros, fue erigida por el gobierno colonial francés tras ser enviada para una exhibición, siendo conocida por los locales como Tượng Bà đầm xòe (Estatua de la dama occidental llevando un vestido). El 1 de agosto de 1945, tras perder los franceses la Indochina francesa durante la Segunda Guerra Mundial, la estatua fue derribada al ser considerada un vestigio del gobierno colonial del mismo modo que otras estatuas erigidas por los franceses. |        |

## Oceanía

### Australia
| Ubicación            | Comentario                                                                                                | Imagen |
| -------------------- | --- | ------ |
| Australia Meridional | Réplica de 9,1 metros situada en el centro comercial Westfield Marion, en Adelaida. Fue demolida en 2019. |        |